# بروزولو
بروزولو هي بلدية في مدينة تورينو الحضرية في منطقة بيدمونت الإيطالية، وتقع على بعد نحو 30 كيلومتر (19 ميل) شرق تورينو.
تقع بروزولو على حدود البلديات التالية: فيروا سافويا وبروساسكو ومورانسينجو وروبيلا وكوكوناتو.